# Elaphria conjugata
Elaphria conjugata là một loài bướm đêm trong họ Noctuidae.